# Зубатый каранкс
Зубатый каранкс (лат. Pseudocaranx dentex) — вид лучепёрых рыб из семейства ставридовых. Широко распространены в Атлантическом и юго-западной части Индийского океана. Максимальная длина тела 85 см. Морские бентопелагические рыбы.

## Описание
Тело удлинённое, умеренно высокое, сжато с боков, покрыто мелкой циклоидной чешуёй. Грудь полностью покрыта чешуёй. Верхний и нижний профили тела выпуклые, сходны по форме. Глаза маленькие, их диаметр укладывается 4,4—5,3 раза в длину головы. Жировые веки развиты слабо. У крупных особей верхняя челюсть немного выступает вперёд. Окончание верхней челюсти не доходит до вертикали, проходящей через начало глаза. Зубы на обеих челюстях тупые, конической формы, расположены в один ряд. В передней части верхней челюсти есть внутренний ряд мелких конических зубов, количество которых снижается у крупных особей. На верхней части первой жаберной дуги 11—14 жаберных тычинок, а на нижней — 23—28 тычинок. В первом спинном плавнике 8 колючих лучей. Во втором спинном плавнике один жёсткий и 25—27 мягких лучей. В анальном плавнике один колючий и 21—26 мягких лучей. Перед плавником расположены 2 короткие колючки. Жёсткие лучи первого спинного плавника длинные, самый длинный луч превышает по длине высоту передней доли второго спинного плавника. Грудные плавники длинные, серповидной формы, превышают длину головы. На хвостовом стебле нет канавок и килей. Хвостовой плавник глубоко раздвоенный. Боковая линия делает длинную невысокую дугу в передней части, а затем переходит в прямую часть на уровне вертикали, проходящей между 12—14 мягкими лучами второго спинного плавника. Длина хорды выгнутой части боковой линии укладывается 0,6—0,85 раз в длину прямой части. В выгнутой части боковой линии 57—78 чешуек, в прямой части — 2—27 чешуек и 16—31 костных щитков. Позвонков: 10 туловищных и 15 хвостовых.
Верхняя часть тела бледно-зеленовато-синего цвета, нижняя часть тела серебристая. По бокам тела проходит жёлтая полоса, более широкая в задней части тела. Вдоль оснований второго спинного и анального плавников также проходят жёлтые полосы. Мягкая часть второго спинного и хвостовой плавник тёмно-жёлтые. На заднем крае жаберной крышки есть чёрное пятно.
Максимальная длина тела — 85 см, обычно до 40 см. Масса тела — до 15,2 кг.

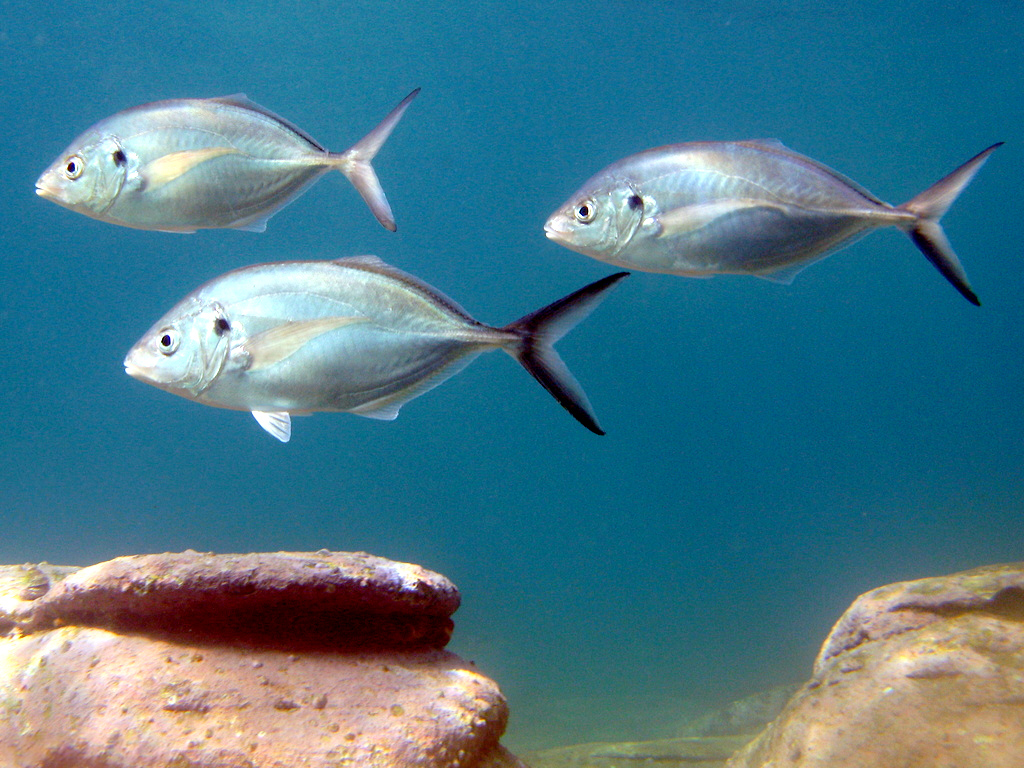
Молодь зубатого каранкса

## Биология
Морские бентопелагические рыбы. Обитают в прибрежных водах, включая заливы и эстуарии, на глубине до 200 м, обычно до 25 м. Взрослые особи образуют скопления на континентальном шельфе вблизи дна над рифовыми и скальными грунтами. Молодь и неполовозрелые особи чаще встречаются в более мелководных участках прибрежья. Молодь питается беспозвоночными и мелкими рыбами, иногда при кормлении используется напорная фильтрация.
Самцы зубатого каранкса впервые созревают (50% в популяции) при средней длине тела 27,8 см, а самки — при длине тела 30 см. В районе Азорских островов нерест наблюдается с июня по сентябрь. Основными местами нереста являются рифовые зоны в открытых водах.

## Ареал
Распространены в тропических и тёплых умеренных водах Атлантического и юго-западной части Индийского океана. Западная Атлантика: от Северной Каролины вдоль побережья США до северо-востока Флориды и Бермудских островов; вдоль побережья Южной Америки до Бразилии. Восточная Атлантика: от Испании вдоль побережья западной Африки до юга Африки, включая Средиземное море и океанические острова (Кабо-Верде, Святой Елены, Вознесения). Индийский океан: ЮАР.

## Систематика
До 2006 года Pseudocaranx dentex рассматривался как единый вид, широко распространённый в тёплых водах всех океанов. Соответственно, в профильной литературе приводилось общее описание, биология, распространение, промысел. Американские ихтиологи Уильям Фарр Смит-Ваниз (англ.  William Farr Smith-Vaniz) и Говард Ларсон Джелкс (англ.  Howard Larson Jelks) выделили  Pseudocaranx georgianus в качестве валидного вида, что поддержали Международный союз охраны природы и Catalog of Fishes. До сих пор систематика рода Pseudocaranx окончательно не устоялась. Предлагалось рассматривать группу близкородственных видов P. georgianus, P. wrighti и Pseudocaranx sp. 'dentex' , обитающих в водах Австралии и Новой Зеландии, в качестве комплекса видов. Молекулярные исследования позволяют считать указанные виды валидными и относить австралийский Pseudocaranx sp. 'dentex'  к Pseudocaranx dentex. Тем не менее, требуются дальнейшие исследования для подтверждения систематического положения представителей рода.